# Vejrumstad
Vejrumstad is een plaats in de Deense regio Midden-Jutland, gemeente Struer. De plaats telt 202 inwoners (2008).